# Drosophila nubiluna
Drosophila nubiluna este o specie de muște din genul Drosophila, familia Drosophilidae, descrisă de Wheeler în anul 1949. Conform Catalogue of Life specia Drosophila nubiluna nu are subspecii cunoscute.